# ليون إدل
ليون إدل (بالإنجليزية: Leon Edel)‏ هو ناقد أدبي أمريكي، ولد في 9 سبتمبر 1907 في بيتسبرغ في الولايات المتحدة، وتوفي في 5 سبتمبر 1997 في هونولولو في الولايات المتحدة.

## وصلات خارجية
- ليون إدل على موقع الموسوعة البريطانية (الإنجليزية)
- ليون إدل على موقع إن إن دي بي (الإنجليزية)